# 박재우 (정치인)
박재우(朴載雨, 1918년 9월 26일~2005년 5월 26일)는 대한민국의 정치인이다. 제7대 국회의원을 지냈다. 본관은 순천이며, 출생지는 울산이다. 호는 취범(醉凡)이다. 박팽년의 직계 후손이다. 3선개헌을 반대하기 위해 삼선개헌반대범국민투쟁위원회에 참여했다.

## 학력
- 동래고등학교 졸업
- 국민대학교 경제학부 졸업

## 약력
- 주조업
- 직물업경영
- 동래고등학교동창회부회장
- 동래고등학교체육후원회회장
- 신민당정책심의회농림분과위원장

## 역대 선거 결과
|  | 32.7% |

|  | 5.94% |